# Cantone di Soultz-Haut-Rhin
Il Cantone di Soultz-Haut-Rhin era una divisione amministrativa dell'arrondissement di Guebwiller.
A seguito della riforma approvata con decreto del 21 febbraio 2014, che ha avuto attuazione dopo le elezioni dipartimentali del 2015, è stato soppresso.

## Composizione
Comprendeva i comuni di
- Berrwiller
- Bollwiller
- Feldkirch
- Hartmannswiller
- Issenheim
- Jungholtz
- Merxheim
- Raedersheim
- Soultz-Haut-Rhin
- Ungersheim
- Wuenheim